# نگوخوخ
نگوخوخ (به لاتین: Nguékhokh) یک منطقهٔ مسکونی در سنگال است که در مبور واقع شده‌است. نگوخوخ ۲۰٬۰۵۳ نفر جمعیت دارد.